# Tramo Inferior del Río Guadalimar y Alto Guadalquivir
Tramo Inferior del Río Guadalimar y Alto Guadalquivir este o arie protejată (arie specială de conservare — SAC, sit de importanță comunitară — SCI) din Spania întinsă pe o suprafață de 817,71 ha, integral pe uscat.

## Localizare
Centrul sitului Tramo Inferior del Río Guadalimar y Alto Guadalquivir este situat la coordonatele 37°57′07″N 3°36′40″W / 37.952°N 3.611°V.

## Înființare
Situl Tramo Inferior del Río Guadalimar y Alto Guadalquivir a fost declarat sit de importanță comunitară în aprilie 1999 pentru a proteja 26 de specii de animale. Situl a fost protejat și ca arie specială de conservare în martie 2015.

## Biodiversitate
Situată în ecoregiunea mediteraneană, aria protejată conține 3 habitate naturale: Galerii de Salix alba și de Populus alba, Galerii și tufărișuri riverane sudice (Nerio-Tamaricetea și Securinegion tinctoriae), Dehesas cu Quercus spp. perene.
La baza desemnării sitului se află mai multe specii protejate:
- păsări (17): fluierar de munte (Actitis hypoleucos), vulturul negru (Aegypius monachus), pescăruș albastru (Alcedo atthis), rață mare (Anas platyrhynchos), Aquila fasciata, stârc cenușiu (Ardea cinerea), rață-cu-cap-castaniu (Aythya ferina), erete de stuf (Circus aeruginosus), erete cenușiu (Circus pygargus), egretă mică (Egretta garzetta), Falco naumanni, lișiță (Fulica atra), găinușă de baltă (Gallinula chloropus), pescăruș negricios (Larus fuscus), cormoran mare (Phalacrocorax carbo carbo), corcodel mic (Tachybaptus ruficollis), nagâț (Vanellus vanellus)
- amfibieni (1): Discoglossus galganoi
- mamifere (2): vidră de râu (Lutra lutra), râs iberic (Lynx pardinus)
- nevertebrate (1): Oxygastra curtisii
- pești (4): Cobitis paludica, Pseudochondrostoma willkommii, Squalius alburnoides, Squalius palaciosi
- reptile (1): Mauremys leprosa

Pe lângă speciile protejate, pe teritoriul sitului au mai fost identificate 1 specie de amfibieni.